# راندال دوك كيم
راندال دوك كيم (بالإنجليزية: Randall Duk Kim)‏ (و. 1943  م) هو ممثل مسرحي، وممثل أفلام أمريكي، ولد في جونجو.

## وصلات خارجية
- راندال دوك كيم على موقع IMDb (الإنجليزية)
- راندال دوك كيم على موقع روتن توميتوز (الإنجليزية)
- راندال دوك كيم على موقع قاعدة بيانات الأفلام العربية
- راندال دوك كيم على موقع ألو سيني (الفرنسية)
- راندال دوك كيم على موقع ميوزك برينز (الإنجليزية)
- راندال دوك كيم على موقع أول موفي (الإنجليزية)
- راندال دوك كيم على موقع قاعدة بيانات برودواي على الإنترنت (الإنجليزية)
- راندال دوك كيم على موقع قاعدة بيانات الأفلام السويدية (السويدية)
- راندال دوك كيم على موقع قاعدة بيانات الفيلم (الإنجليزية)
- راندال دوك كيم على موقع كينوبويسك (الروسية)